# パルチャム派
パルチャム派(パシュトー語:پرچم、英語:Parcham, Parcham faction)は、アフガニスタン人民民主党の派閥。
党内穏健派で、指導者としてバブラク・カールマルとムハンマド・ナジーブッラーを擁立した。党内急進派のハルク派と対立し、政権樹立当初こそ劣勢だったが、後にハフィーズッラー・アミーンが西側諸国に歩み寄り、警戒したソ連による嵐333号作戦を経てソ連の支持を受けて党内主流派となった。パルチャム派の党員はパルチャミストと呼ばれることがある。パルチャム派は、ハルク派が行ったアフガニスタンの社会的部族構造の改革に反対し、アフガニスタンに合う社会主義、またイスラム教の保護や急速な工業化を抑える事にも賛同した。